# Strâmtoarea Kerci

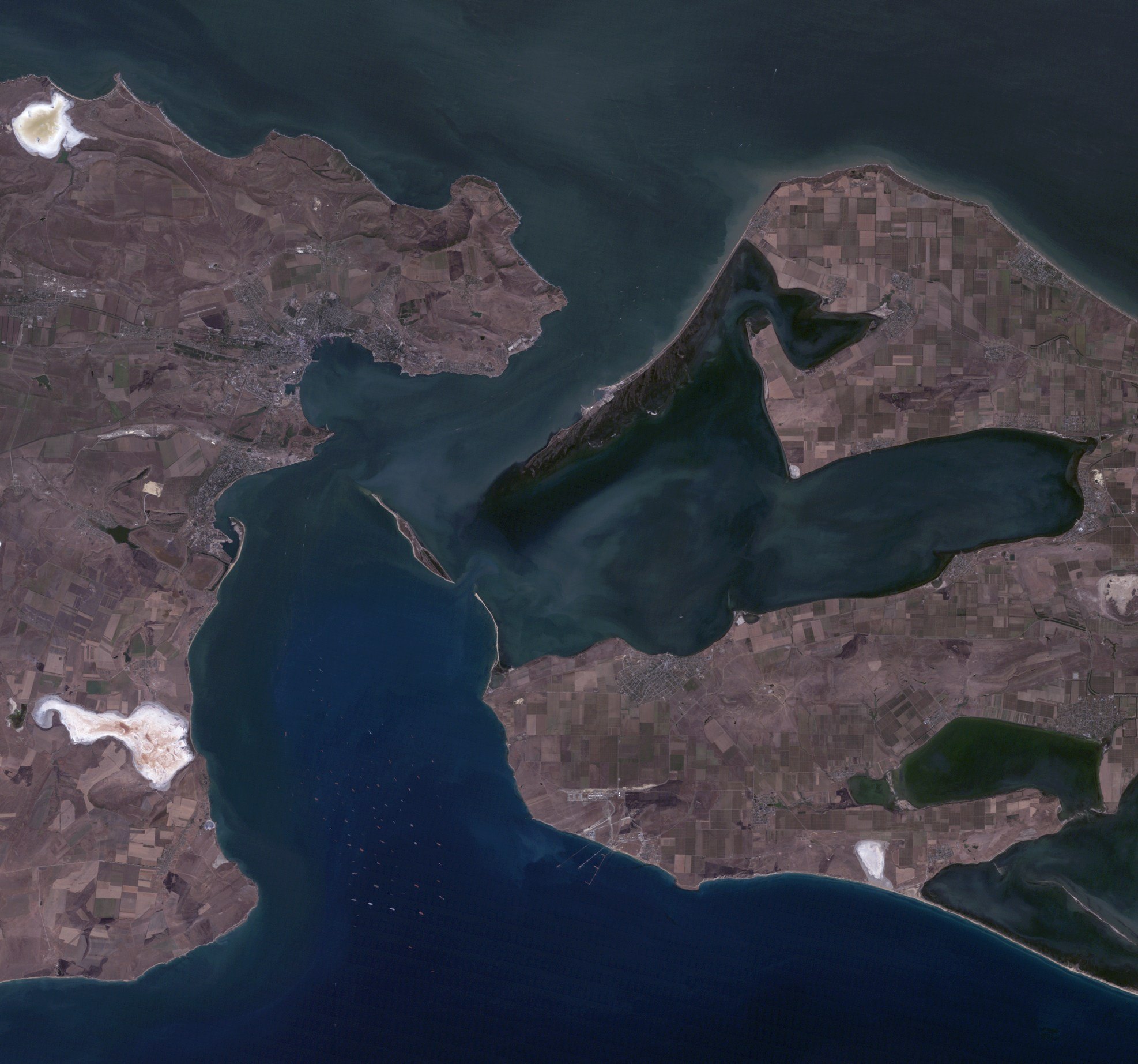
Vedere din satelit asupra strâmtorii

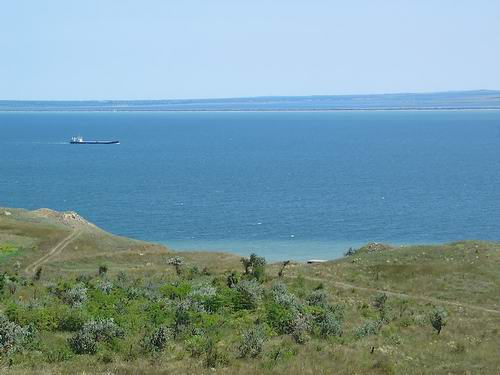
Strâmtoarea Kerci. Vedere dinspre coasta Crimeii.

Strâmtoarea Kerci (în rusă: Керченский пролив, în ucraineană: Керченська протока, tătară crimeeană Keriç boğazı) face legătura dintre Marea Neagră și Marea Azov, separând Peninsula Crimeea din vest de Peninsula Taman din est. Strâmtoarea are o lățime între 4,5 – 15 km și până la 18 de metri adâncime. În antichitate, Strâmtoarea Kerci era cunoscută cu numele de Bosforul Cimmerian.
Cel mai important port este Kerci.
Traversarea strâmtorii s-a făcut cu feribotul începând din 1952, legând portul  Krîm din Crimeea de portul Kavkaz din Regiunea Krasnodar.
Rusia a construit Podul Crimeii peste Strâmtoarea Kerci după anexarea peninsulei Crimeea.
Pe coasta crimeeană a strâmtorii funcționează mai multe fabrici pentru conservele de pește. Sezonul de pescuit începe în toamnă și durează 3 luni.
O dispută teritorială între Rusia și Ucraina a avut loc în anul 2003 pe Insula Tuzla din Strâmtoarea Kerci. Ucraina și Rusia au convenit să trateze strâmtoarea și Marea Azov ca ape interioare comune.

## Istorie
Strâmtorile au o lungime de aproximativ 35 de kilometri și au o lățime de 3,1 kilometri la cea mai îngustă și separă o extensie de est a Crimeii de Peninsula Taman, cea mai vestică extensie a Munților Caucaz.
În antichitate, se pare că a existat un grup de insule intersectate de brațele râului Kuban (Hypanis) și de diverse sunete care de atunci s-au abătut.
Romanii cunoșteau strâmtoarea drept Bosforul Cimmerian (Cimmerianus Bosporus) de la numele său grecesc, strâmtoarea Cimmeriană (Κιμμέριος Βόσπορος, Kimmérios Bosporos), care i-a onorat pe cimmerieni, nomazi din stepă din apropiere. În timpurile străvechi, pământul de jos, situat în apropierea Strâmtorii, era cunoscut sub numele de Mlaștina Maeotică.
În timpul celui de-Al Doilea Război Mondial, Peninsula Kerci a devenit scena unei lupte mult disperate între forțele Armatei Roșii sovietice și ale Germaniei Naziste. Frecvența de luptă s-a intensificat în cele mai reci luni ale anului când strâmtoarea a înghețat, permițând deplasarea trupelor peste gheață. După ce Frontul de Est s-a stabilizat la începutul anului 1943, Hitler a ordonat construirea unui pod rutier și feroviar de 4,8 kilometri peste Strâmtoarea Kerci în primăvara anului 1943 pentru a-și susține dorința unei ofensive reînnoite către Caucaz. Căile ferate pe cablu (tramvaie aeriene), care a intrat în funcțiune la 14 iunie 1943, cu o capacitate zilnică de o mie de tone, a fost adecvată doar nevoilor defensive ale Armatei a 17-a germană din capul de pod din Kuban. Din cauza tremurărilor frecvente ale pământului, acest pod ar fi necesitat cantități mari de grinzi de oțel cu rezistență suplimentară, iar transportul acestora ar fi redus transporturile de materiale militare în Crimeea. Podul nu a fost niciodată finalizat, iar Wehrmacht a terminat evacuarea capului de pod din Kuban în septembrie 1943. 
În 1944, sovieticii au construit un pod feroviar „provizoriu” (podul feroviar Kerci) peste strâmtoare. În construcție s-au folosit consumurile capturate de la germani. Podul a intrat în funcțiune în noiembrie 1944, dar plutele în mișcare de gheață l-au distrus în februarie 1945; reconstrucția nu a fost încercată niciodată.

### Furtuna din noiembrie 2007
Duminică, 11 noiembrie 2007, agențiile de știri au raportat o furtună foarte puternică în Marea Neagră. Patru nave s-au scufundat, șase au încadrat pe o bancă de nisip și două tancuri au fost avariate, ceea ce a avut ca rezultat o deversare majoră de petrol și moartea a 23 de marinari.
Cisterna petrolieră cu steag rusesc Volgoneft-139 a întâmpinat probleme în Strâmtoarea Kerci, unde a căutat adăpost împotriva furtunii. În timpul furtunii, cisterna s-a despărțit în jumătate, eliberând peste 2000 de tone de combustibil. Alte patru bărci s-au scufundat, rezultând eliberarea încărcăturii cu sulf. Furtuna a împiedicat eforturile de salvare a membrilor echipajului. O altă victimă a furtunii, nava de marfă rusă Volnogorsk, încărcată cu sulf, s-a scufundat în Port Kavkaz în aceeași zi.

## Transport de feribot și pod
După război, transportul cu feribotul peste strâmtoare a fost stabilit în 1952, conectând Crimeea și Krasnodar Krai (linia Port Krym - Port Kavkaz). Inițial erau patru nave de feribot; mai târziu au fost adăugate trei nave-feribot. Transportul cu trenul a continuat aproape 40 de ani. Feriboturile care îmbătrâneau au devenit caduce la sfârșitul anilor '80  au fost scoase din serviciu. În toamna anului 2004, noi nave au fost livrate ca înlocuitori, iar transportul cu trenul a fost restabilit.
Primarul orașului Moscova, Yuri Luzhkov, a făcut campanie pentru construirea unui pod de autostradă peste strâmtoare. Începând cu anul 1944, au fost propuse sau încercate diferite proiecte de pod pentru a traversa strâmtoarea, întotdeauna împiedicate de configurația geologică și geografică dificilă a zonei. Construcția unei abordări a fost de fapt începută în 2003 cu barajul de 3,8 kilometri, care a provocat conflictul din Insula Tuzla.
După anexarea Rusiei din 2014 a Peninsulei Crimeea, guvernul Rusiei a decis să construiască un pod peste Strâmtoarea Kerci. Podul Crimeii de 19 km s-a deschis traficului rutier în mai 2018, iar secțiunea feroviară este operațională din decembrie 2019.
Presa susținută de stat din Rusia susține că construcția podului a provocat creșteri ale substanțelor nutritive și ale planctonelor în ape, atrăgând un număr mare de pești și peste 1.000 de delfini cu botine în Marea Neagră pe cale de dispariție. Cu toate acestea, Ucraina susține că zgomotul acustic și poluarea atât din construcția podului, cât și din exercițiile militare pot ucide de fapt delfini din Marea Neagră.
La 4 decembrie 2018, a fost raportat că cel puțin 34 de țări membre ale Organizației Maritime Internaționale au sprijinit Ucraina cu privire la atacul militar armat al Rusiei asupra navelor ucrainene în apele ucrainene și internaționale din apropierea Strâmtorii Kerci, care a avut loc pe 25 noiembrie 2018.

## Canalul Kerci – Yenikale
Pentru a îmbunătăți capacitățile de navigație din Strâmtoarea Kerci, care este destul de superficială în punctul cel mai restrâns, Canalul Kerci – Yenikale a fost dragat prin strâmtoare. Canalul poate găzdui nave cu o lungime de până la 215 metri cu un pescaj de până la 8 metri, cu asistență pilot obligatorie.

## Pescuit
Mai multe instalații de prelucrare a peștilor sunt situate pe coasta Crimeii a strâmtoarei. Sezonul de pescuit începe la sfârșitul toamnei și durează 2 până la 3 luni, când mulți pescari se pun în strâmtoare pentru a pescui. Golful Taman este un teren de pescuit major, cu multe sate de pescuit împrăștiate de-a lungul coastei.